# Aron Dønnum
Aron Dønnum (Eidsvoll, 20 aprile 1998) è un calciatore norvegese, attaccante del Tolosa.

## Caratteristiche tecniche
È un'ala destra.

## Carriera

### Club
Cresciuto nelle giovanili del Vålerenga, debutta in prima squadra il 10 luglio 2017 in occasione dell'incontro di Eliteserien pareggiato 1-1 contro il Kristiansund BK.
Il 23 luglio 2021 viene acquistato dallo Standard Liegi.

### Nazionale
Ha giocato nella nazionale norvegese Under-21.
Il 2 giugno 2021 debutta con la nazionale maggiore nel successo per 1-0 in amichevole contro il Lussemburgo.
Il 19 novembre 2023 realizza il suo primo gol per la Norvegia nel pareggio per 3-3 in casa della Scozia.

## Statistiche

### Presenze e reti nei club
Statistiche aggiornate al 7 marzo 2025.
| Stagione              | Squadra               | Campionato            | Campionato | Campionato | Coppe nazionali | Coppe nazionali | Coppe nazionali | Coppe continentali | Coppe continentali | Coppe continentali | Altre coppe | Altre coppe | Altre coppe | Totale | Totale | Totale |
| Stagione              | Squadra               | Comp                  | Pres       | Reti       | Comp            | Pres            | Reti            | Comp               | Pres               | Reti               | Comp        | Pres        | Reti        | Pres   | Reti   |        |
| --------------------- | --------------------- | --------------------- | ---------- | ---------- | --------------- | --------------- | --------------- | ------------------ | ------------------ | ------------------ | ----------- | ----------- | ----------- | ------ | ------ | ------ |
| 2017                  | Vålerenga             | ES                    | 7          | 0          | CN              | 2               | 1               | -                  | -                  | -                  | -           | -           | -           | 9      | 1      |        |
| mar.-lug. 2018        | HamKam                | 1D                    | 15         | 1          | CN              | 4               | 0               | -                  | -                  | -                  | -           | -           | -           | 19     | 1      |        |
| ago.-nov. 2018        | Vålerenga             | ES                    | 8          | 0          | CN              | 1               | 0               | -                  | -                  | -                  | -           | -           | -           | 9      | 0      |        |
| 2019                  | Vålerenga             | ES                    | 25         | 6          | CN              | 3               | 1               | -                  | -                  | -                  | -           | -           | -           | 28     | 7      |        |
| 2020                  | Vålerenga             | ES                    | 27         | 8          | -               | -               | -               | -                  | -                  | -                  | -           | -           | -           | 27     | 8      |        |
| 2021                  | Vålerenga             | ES                    | 10         | 6          | CN              | 0               | 0               | -                  | -                  | -                  | -           | -           | -           | 10     | 6      |        |
| 2021-mar. 2022        | Standard Liegi        | D1                    | 25         | 2          | CB              | 3               | 1               | -                  | -                  | -                  | -           | -           | -           | 28     | 3      |        |
| apr.-giu. 2022        | Vålerenga             | ES                    | 11         | 2          | CN              | 2               | 3               | -                  | -                  | -                  | -           | -           | -           | 13     | 5      |        |
| Totale Vålerenga      | Totale Vålerenga      | Totale Vålerenga      | 88         | 22         |                 | 8               | 5               |                    | -                  | -                  |             | -           | -           | 96     | 27     |        |
| 2022-2023             | Standard Liegi        | D1                    | 33+6       | 3          | CB              | 2               | 0               | -                  | -                  | -                  | -           | -           | -           | 41     | 3      |        |
| ago. 2023             | Standard Liegi        | D1                    | 5          | 0          | CB              | -               | -               | -                  | -                  | -                  | -           | -           | -           | 5      | 0      |        |
| Totale Standard Liegi | Totale Standard Liegi | Totale Standard Liegi | 63+6       | 5          |                 | 5               | 1               |                    | -                  | -                  |             | -           | -           | 74     | 6      |        |
| 2023-2024             | Tolosa                | L1                    | 27         | 0          | CF              | 1               | 0               | UEL                | 8                  | 1                  | SF          | 1           | 0           | 37     | 1      |        |
| 2024-2025             | Tolosa                | L1                    | 25         | 2          | CF              | 3               | 0               | -                  | -                  | -                  | -           | -           | -           | 28     | 2      |        |
| Totale Tolosa         | Totale Tolosa         | Totale Tolosa         | 52         | 2          |                 | 4               | 0               |                    | 8                  | 1                  |             | 1           | 0           | 65     | 3      |        |
| Totale carriera       | Totale carriera       | Totale carriera       | 224        | 30         |                 | 21              | 6               |                    | 8                  | 1                  |             | 1           | 0           | 254    | 37     |        |

### Cronologia presenze e reti in nazionale
| Cronologia completa delle presenze e delle reti in nazionale ― Norvegia | Cronologia completa delle presenze e delle reti in nazionale ― Norvegia | Cronologia completa delle presenze e delle reti in nazionale ― Norvegia | Cronologia completa delle presenze e delle reti in nazionale ― Norvegia | Cronologia completa delle presenze e delle reti in nazionale ― Norvegia | Cronologia completa delle presenze e delle reti in nazionale ― Norvegia | Cronologia completa delle presenze e delle reti in nazionale ― Norvegia | Cronologia completa delle presenze e delle reti in nazionale ― Norvegia |
| Data                                                                    | Città                                                                   | In casa                                                                 | Risultato                                                               | Ospiti                                                                  | Competizione                                                            | Reti                                                                    | Note                                                                    |
| ----------------------------------------------------------------------- | ----------------------------------------------------------------------- | ----------------------------------------------------------------------- | ----------------------------------------------------------------------- | ----------------------------------------------------------------------- | ----------------------------------------------------------------------- | ----------------------------------------------------------------------- | ----------------------------------------------------------------------- |
| 2-6-2021                                                                | Málaga                                                                  | Norvegia                                                                | 1 – 0                                                                   | Lussemburgo                                                             | Amichevole                                                              | -                                                                       | 64’                                                                     |
| 7-9-2021                                                                | Oslo                                                                    | Norvegia                                                                | 5 – 1                                                                   | Gibilterra                                                              | Qual. Mondiali 2022                                                     | -                                                                       | 63’                                                                     |
| 16-11-2023                                                              | Oslo                                                                    | Norvegia                                                                | 2 – 0                                                                   | Fær Øer                                                                 | Amichevole                                                              | -                                                                       | 84’                                                                     |
| 19-11-2023                                                              | Glasgow                                                                 | Scozia                                                                  | 3 – 3                                                                   | Norvegia                                                                | Qual. Euro 2024                                                         | 1                                                                       | 60’                                                                     |
| 22-3-2024                                                               | Oslo                                                                    | Norvegia                                                                | 1 – 2                                                                   | Rep. Ceca                                                               | Amichevole                                                              | -                                                                       | 75’                                                                     |
| 5-6-2024                                                                | Oslo                                                                    | Norvegia                                                                | 3 – 0                                                                   | Kosovo                                                                  | Amichevole                                                              | -                                                                       | 62’                                                                     |
| 8-6-2024                                                                | Brøndby                                                                 | Danimarca                                                               | 3 – 1                                                                   | Norvegia                                                                | Amichevole                                                              | -                                                                       | 46’                                                                     |
| 6-9-2024                                                                | Almaty                                                                  | Kazakistan                                                              | 0 – 0                                                                   | Norvegia                                                                | UEFA Nations League 2024-2025 - 1º turno                                | -                                                                       | 70’ 78’                                                                 |
| 10-10-2024                                                              | Oslo                                                                    | Norvegia                                                                | 3 – 0                                                                   | Slovenia                                                                | UEFA Nations League 2024-2025 - 1º turno                                | -                                                                       | 76’                                                                     |
| 13-10-2024                                                              | Linz                                                                    | Austria                                                                 | 5 – 1                                                                   | Norvegia                                                                | UEFA Nations League 2024-2025 - 1º turno                                | -                                                                       | 63’                                                                     |
| 14-11-2024                                                              | Lubiana                                                                 | Slovenia                                                                | 1 – 4                                                                   | Norvegia                                                                | UEFA Nations League 2024-2025 - 1º turno                                | -                                                                       | 46’                                                                     |
| 22-3-2025                                                               | Chișinău                                                                | Moldavia                                                                | 0 – 5                                                                   | Norvegia                                                                | Qual. Mondiali 2026                                                     | 1                                                                       | 63’                                                                     |
| 25-3-2025                                                               | Debrecen                                                                | Israele                                                                 | 2 – 4                                                                   | Norvegia                                                                | Qual. Mondiali 2026                                                     | -                                                                       | 61’                                                                     |
| Totale                                                                  |                                                                         | Presenze                                                                | 13                                                                      |                                                                         | Reti                                                                    | 2                                                                       |                                                                         |

| Cronologia completa delle presenze e delle reti in nazionale ― Norvegia under 21 | Cronologia completa delle presenze e delle reti in nazionale ― Norvegia under 21 | Cronologia completa delle presenze e delle reti in nazionale ― Norvegia under 21 | Cronologia completa delle presenze e delle reti in nazionale ― Norvegia under 21 | Cronologia completa delle presenze e delle reti in nazionale ― Norvegia under 21 | Cronologia completa delle presenze e delle reti in nazionale ― Norvegia under 21 | Cronologia completa delle presenze e delle reti in nazionale ― Norvegia under 21 | Cronologia completa delle presenze e delle reti in nazionale ― Norvegia under 21 |
| Data                                                                             | Città                                                                            | In casa                                                                          | Risultato                                                                        | Ospiti                                                                           | Competizione                                                                     | Reti                                                                             | Note                                                                             |
| -------------------------------------------------------------------------------- | -------------------------------------------------------------------------------- | -------------------------------------------------------------------------------- | -------------------------------------------------------------------------------- | -------------------------------------------------------------------------------- | -------------------------------------------------------------------------------- | -------------------------------------------------------------------------------- | -------------------------------------------------------------------------------- |
| 22-3-2019                                                                        | Marbella                                                                         | Finlandia under 21                                                               | 8 – 3                                                                            | Norvegia under 21                                                                | Amichevole                                                                       | 1                                                                                | 61’                                                                              |
| 25-3-2019                                                                        | Marbella                                                                         | Russia under 21                                                                  | 5 – 1                                                                            | Norvegia under 21                                                                | Amichevole                                                                       | -                                                                                | 72’                                                                              |
| 10-9-2019                                                                        | Felcsút                                                                          | Ungheria under 21                                                                | 0 – 3                                                                            | Norvegia under 21                                                                | Amichevole                                                                       | -                                                                                | 75’                                                                              |
| 11-10-2019                                                                       | Zhodino                                                                          | Bielorussia under 21                                                             | 1 – 1                                                                            | Norvegia under 21                                                                | Qual. Europeo Under-21 2021                                                      | -                                                                                | 79’                                                                              |
| 15-10-2019                                                                       | Drammen                                                                          | Norvegia under 21                                                                | 0 – 4                                                                            | Paesi Bassi under 21                                                             | Qual. Europeo Under-21 2021                                                      | -                                                                                | 56’ 70’                                                                          |
| 15-11-2019                                                                       | Larnaca                                                                          | Cipro under 21                                                                   | 1 – 2                                                                            | Norvegia under 21                                                                | Qual. Europeo Under-21 2021                                                      | -                                                                                | 53’                                                                              |
| 19-11-2019                                                                       | Drammen                                                                          | Norvegia under 21                                                                | 2 – 3                                                                            | Portogallo under 21                                                              | Qual. Europeo Under-21 2021                                                      | -                                                                                |                                                                                  |
| 4-9-2020                                                                         | Drammen                                                                          | Norvegia under 21                                                                | 6 – 0                                                                            | Gibilterra under 21                                                              | Qual. Europeo Under-21 2021                                                      | -                                                                                | 46’ 61’                                                                          |
| 8-9-2020                                                                         | Almere                                                                           | Paesi Bassi under 21                                                             | 2 – 0                                                                            | Norvegia under 21                                                                | Qual. Europeo Under-21 2021                                                      | -                                                                                | 86’                                                                              |
| Totale                                                                           |                                                                                  | Presenze                                                                         | 9                                                                                |                                                                                  | Reti                                                                             | 1                                                                                |                                                                                  |